# La tía Tula
La tía Tula es una novela escrita por Unamuno en 1907,  publicada en 1921.  Esta novela fue incluida en la lista de las 100 mejores novelas en español del siglo XX del periódico español El Mundo.

## Argumento
Esta novela narra la vida de Gertrudis, también llamada la Tía Tula, y los sacrificios que realiza durante su vida para satisfacer sus ansias de maternidad.

## Temas
Es una de las novelas más conocidas de Unamuno. Aunque comparte con otras novelas el estilo y las preocupaciones habituales del autor, esta novela incluye como factor diferencial el erotismo, un erotismo sutil y sólo en escasos momentos explicitado. La trama de la novela se sustenta en la práctica antropológica del levirato y el sororato en un contexto de represión sexual.
Esta obra es caracterizada por tener como tema principal el amor maternal.

## Versión cinematográfica deLa tía Tula
En 1964 el director Miguel Picazo la adaptó al cine, con Aurora Bautista en el papel principal junto a Carlos Estrada e Irene Gutiérrez Caba.